# Pemfis
Pemfis (Pemphis) je rod rostlin z čeledi kyprejovité, jehož jediným druhem je Pemphis acidula. Je to keř až strom s jednoduchými dužnatými listy a drobnými bílými nebo růžovými květy. Roste na mořských pobřežích ve východní Africe, tropické Asii a Oceánii, často jako součást mangrovů. Je to oblíbená rostlina k tvorbě bonsají.

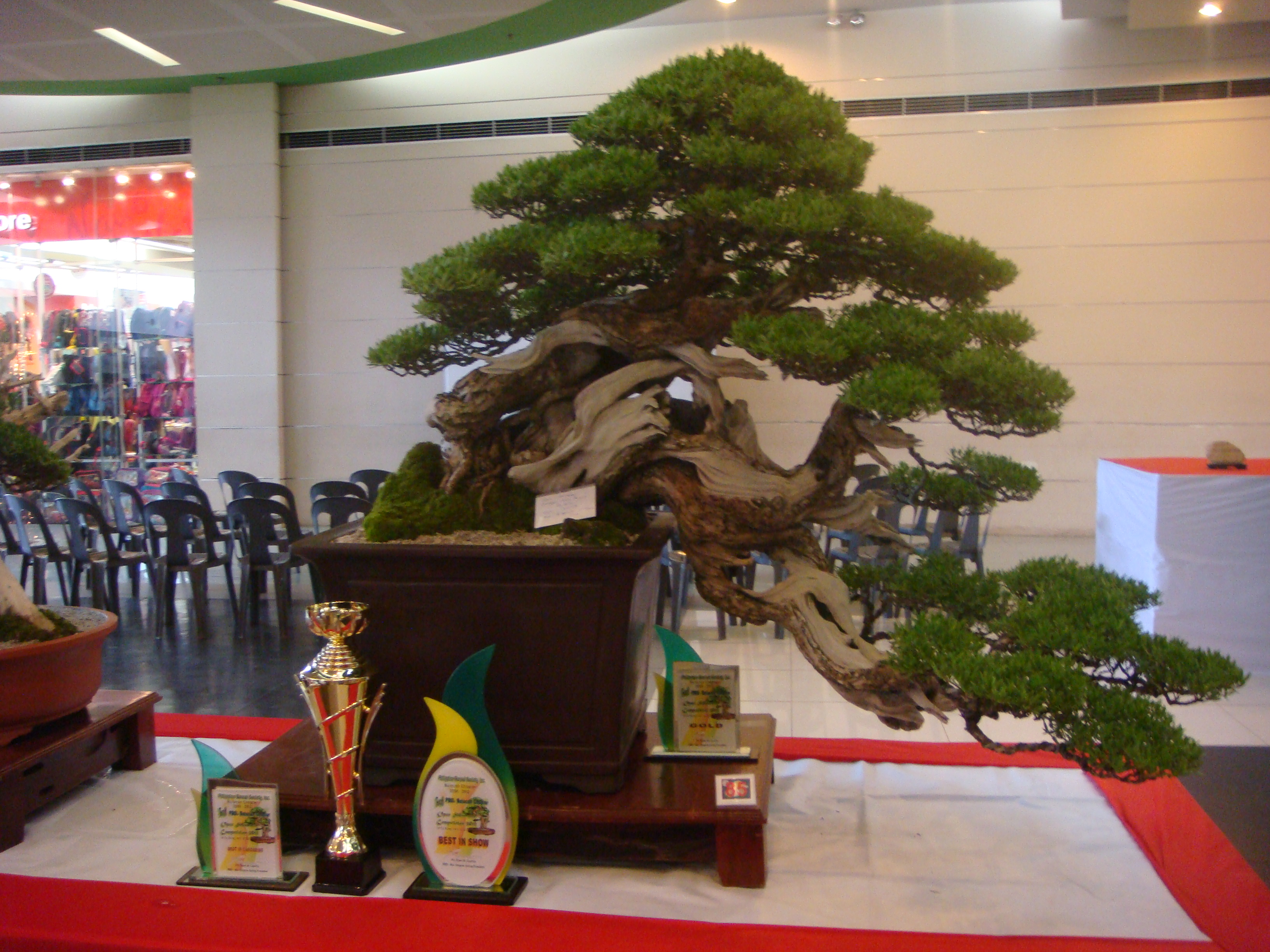
Pemfis jako letitá bonsaj

## Popis
Pemfis je keř asi 1 metr vysoký, řidčeji hustě větvený strom dorůstající výšky až 11 metrů a průměru kmene až 30 cm. Mladé listy, větévky a květenství jsou hustě pokryté šedavými chlupy. Listy jsou vstřícné, téměř přisedlé, dužnaté, s úzce eliptickou až kopinatou, 1 až 3 cm dlouhou čepelí. Květy jsou pravidelné, šestičetné, jednotlivé nebo po 2 v úžlabí listů. Květní trubka je kuželovitá, dužnatá, zakončená 6 cípy kalicha. Kalíšek je přítomen. Koruna je bílá nebo narůžovělá, složená ze 6 volných, vejčitých až téměř okrouhlých, svraskalých korunních lístků. Tyčinek je 12 (až 18). Květy jsou různočnělečné. U květů s krátkou čnělkou tyčinky vyčnívají z květu a čnělka je zanořená, u květů s dlouhou čnělkou je tomu naopak. Semeník obsahuje jedinou komůrku pouze nedokonale rozdělenou na 3 nebo 4 části. Čnělka je zakončená hlavatou bliznou a u dlouhočnělečných květů vyčnívá z květu. Plodem je asi 6 mm dlouhá tobolka Za zralosti kolem dokola puká a horní část i s vytrvalou čnělkou odpadává jako víčko. Semena jsou bezkřídlá, na bocích s korkovitými lištami.

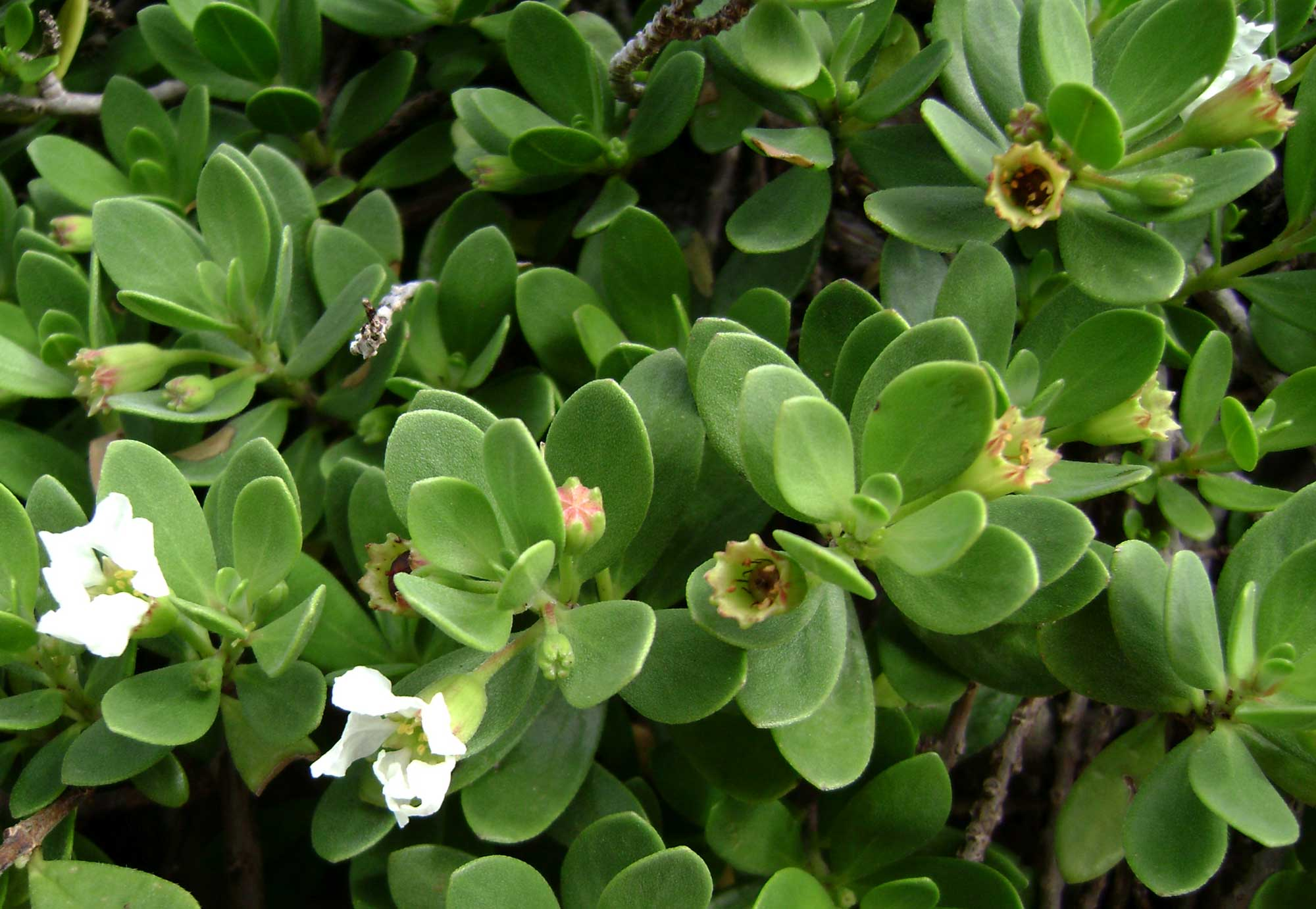
Kvetoucí větévky pemfis
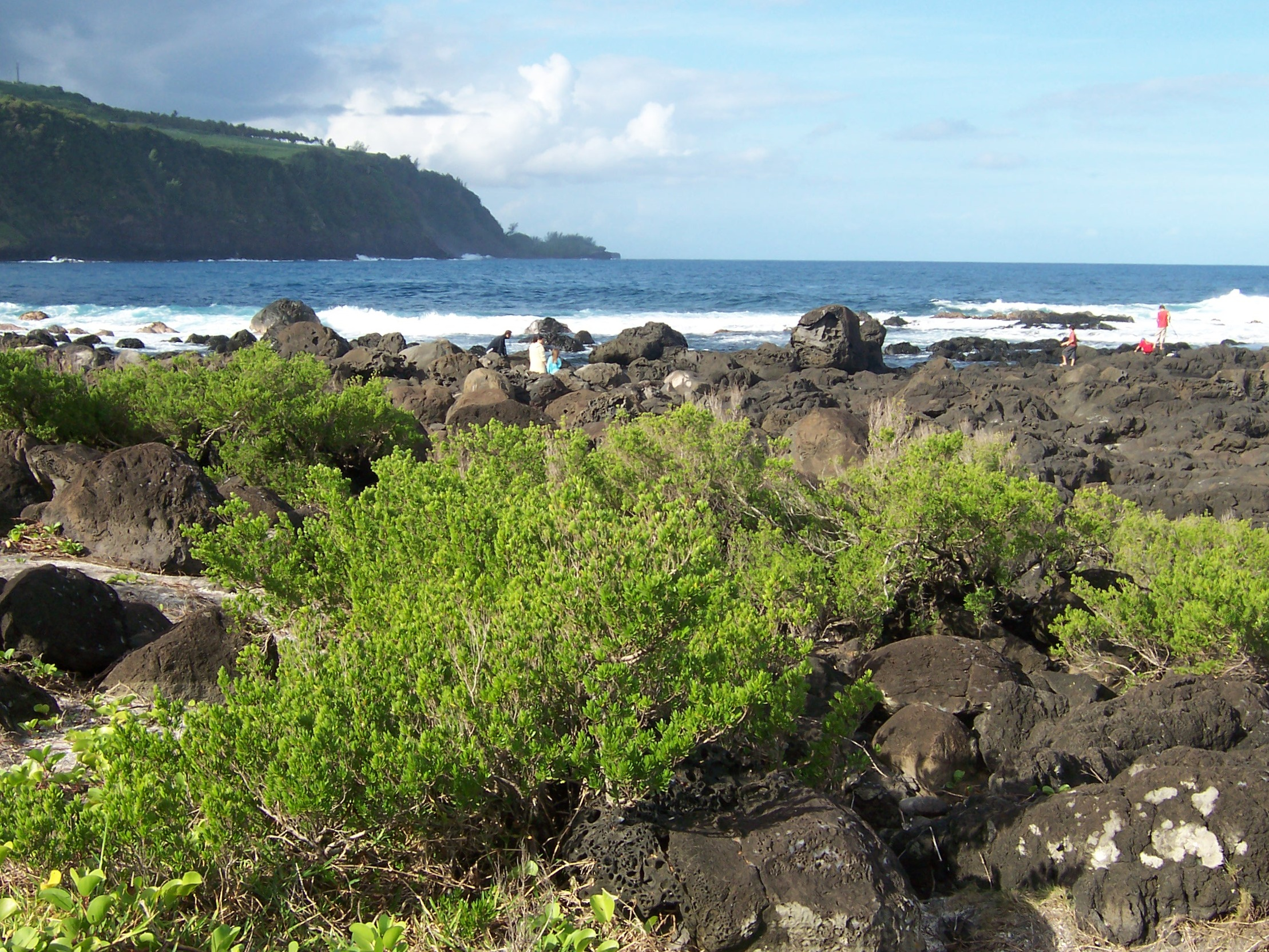
Pemfis na pobřeží ostrova Réunion

## Rozšíření
Druh má velký areál, sahající od východní Afriky přes tropickou Asii po Marshallovy ostrovy v Oceánii. Je také rozšířen na jižním Tchaj-wanu a v Japonsku na ostrovech Rjúkjú. Roste na písčitých a skalnatých pobřežích a v mangrovových porostech. Z Madagaskaru je uváděn endemický druh Pemphis madagascariensis, v současné taxonomii je však řazen do rodu Koehneria.

## Ekologické interakce
Samoopylení je zabráněno nápadně vyvinutou různočnělečností. Květy jsou nevonné.

## Význam
Pemfis je oblíbená dřevina k tvorbě bonsají. Dřevo je velmi tvrdé.